# Velšská Wikipedie
Velšská Wikipedie je jazyková verze Wikipedie ve velštině. Založena byla v červenci 2003. V září 2022 obsahovala přes 267 000 článků a pracovalo pro ni 16 správců. Registrováno bylo přes 70 000 uživatelů, z nichž bylo asi 120 aktivních. V počtu článků byla 41. největší Wikipedie a největší verzí Wikipedie v keltském jazyce.